# Guy Bourgouin
Pour les articles homonymes, voir Bourgouin.
Guy Bourgouin est un homme politique provincial canadien de l'Ontario. Il est député provincial néo-démocrate de la circonscription ontarienne de Mushkegowuk—Baie James depuis 2018,.

## Biographie
Né à Dubreuilville en Ontario de parents d'origines métisses, Bourgouin grandit dans cette ville. Avant son élection comme député, il est président de la United Steelworkers pour la section locale de Kapuskasing.
Il est un des députés d'origines autochtones, entre autres avec ses collègues du caucus néo-démocrate Suze Morrison et Sol Mamakwa.